# Fernando Fiúza
Fernando Otávio Fiúza Moreira (Maceió, 21 de setembro de 1961) é um poeta brasileiro. É também professor da Universidade Federal de Alagoas.
Na década de 80, Fernando Fiúza forma-se em Economia pela Universidade Federal de Pernambuco, entretanto, nunca exerceu a profissão. Foi para o Rio de Janeiro e lá viveu até meados da década de 90.  
Em 1992, lança seu primeiro livro de poemas: O Vazio e a Rocha. Em 1995, resolve ir para França estudar, voltando em 2000 com os títulos de mestre e doutor em Langue et Littérature Françaises, pela Université Stendhal Grenoble-III. Ao terminar o doutorado, não volta apenas para o Brasil, mas para Maceió. Em 2001 ingressa na Universidade Federal de Alagoas, como professor da graduação e pós-graduação do curso de Letras.
Referente à sua produção poética, Fernando Fiúza lançou seu segundo livro em 2004 (Tira-prosa), em 2008 é a vez de Alagoado e em 2012 é lançado Outdó. Em 2013, o poeta resolve enveredar pelo ramo da dramaturgia, e vê no palco Balanço Final – um monólogo, com direção de Homero Cavalcante e interpretação de José Márcio Passos.
No campo da música, Fernando Fiúza, em parceria com: Júnior Almeida, Cris Braun, Belô Veloso e Leoni, tem cinco canções gravadas, são elas: “Pequenas Misérias”, “Viga”, “Oscilante”, “Anjo Alucinado” e “Catarina”.
Além de textos artísticos, Fernando Fiúza escreve crítica literária para jornais cotidianos e revistas acadêmicas. Sua obra também já foi tema de trabalhos acadêmicos.

## Obras
- 1992 — O Vazio e a Rocha
- 2004 — Tira-prosa
- 2006 — Livrinho da Loren
- 2008 — Alagoado
- 2012 — Outdó
- 2013 — Balanço Final
- 2015 — Sonetos Impuros
- 2019 — Livramento
- 2025 — Um Natal Diferente (infantojuvenil)